# Dichterwettstreit
Ein Dichterwettstreit bezeichnet einen literarischen Wettbewerb.

## Geschichte
Die Geschichte des Dichterwettstreits beginnt 500–600 v. Chr. mit der griechischen Tragödie: Dichter traten zu den Dionysien mit drei Tragödien und einem Satyrspiel im Agon oder Wettkampf gegeneinander an: Das Publikum krönte anschließend seinen Favoriten.
In mehreren antiken Texten ist ein Dichterwettstreit zwischen Homer und Hesiod dargestellt, so in dem Certamen Homeri et Hesiodi aus dem 2. Jahrhundert n. Chr.
Die Tradition des gekrönten Dichters (lateinisch poeta laureatus) hielt sich über die Römerzeit bis in die Neuzeit: So wurde beispielsweise Francesco Petrarca 1341 auf dem römischen Kapitol mit einer Dichterkrone ausgezeichnet. Im Frühmittelalter standen Skalden im Dichterwettstreit – so beispielsweise Gunnlaugr ormstunga Illugason vor dem schwedischen König –, im Hochmittelalter wurden mittelhochdeutsche Sangspruchdichtung zum Sängerkrieg auf der Wartburg kompiliert, der 1207 stattgefunden haben soll.
In Richard Wagners gleichnamigem Musikdrama von 1843 treten historische Personen wie Wolfram von Eschenbach und Walther von der Vogelweide im Dichterwettstreit gegen fiktive Konkurrenten wie den Zauberer Klingsor an. Im 15. und 16. Jahrhundert lieferten sich Meistersinger literarische Wettkämpfe, Hans Sachs, einer der produktivsten Autoren der deutschen Literaturgeschichte, schlug schon damals vor, die Beurteilung der Meisterlieder – ähnlich wie im modernen Poetry-Slam – mehrmals im Jahr der Zuhörerschaft zu übertragen.
1865 wurden die katalanischen Jocs Florals wiederbelebt, nationalistisch getönte Dichterwettkämpfe, die bis 1914 stattfanden.
In Neuzeit und Moderne variierte die Literaturgeschichte das Prinzip des Dichterwettkampfs immer wieder neu: 1779 lieferten sich Johann Wolfgang Goethe und Friedrich Schiller einen sogenannten Balladenwettstreit, 1806 verfasste Heinrich von Kleist sein Lustspiel Der zerbrochne Krug im Konkurrenzkampf mit drei Schriftstellerkollegen. Auch der Literaturbetrieb der Gegenwart kennt verschiedene renommierte Vortragswettbewerbe: Ob auf regionaler (seit 1953 findet der Pfälzische Mundartdichterwettstreit statt) oder auf internationaler Ebene (so das Wettlesen um den Berliner open mike seit 1993, oder der Klagenfurter Ingeborg-Bachmann-Preis seit 1977), kurz: der Dichterwettstreit ist so alt wie die Literatur selbst.

## Poetry Slam als moderner Dichterwettstreit
Poetry Slam wird als moderne Form des Dichterwettstreits begriffen. Kulturveranstalter bewerben ihre literarischen Vortragswettbewerbe (Slam Poetry-Veranstaltungen) als „moderner Dichterwettstreit“ oder benennen Veranstaltungsreihen danach, beispielsweise der Verlag und Eventveranstalter Dichterwettstreit deluxe in Süddeutschland.